# IC 2369
IC 2369 је појединачна звијезда у сазвјежђу Рак која се налази на листи објеката дубоког неба у Индекс каталогу.
Деклинација објекта је + 20° 13' 57" а ректасцензија 8h 26m 16,3s.